# If Swallowed, Do Not Induce Vomiting
If Swallowed, Do Not Induce Vomiting – minialbum walijskiej grupy hardrockowej Budgie z 1980 roku. Pierwsze wydawnictwo, w którym pojawił się nowy gitarzysta John Thomas. W 1993 roku nagrania z tej EP-ki pojawiły się na wznowieniu Power Supply.

## Muzycy
- Burke Shelley – gitara basowa, śpiew
- Steve Williams – perkusja
- John Thomas – gitara

## Lista utworów
Strona A
| 1. | „Wild Fire” (Burke Shelley, Steve Williams, John Thomas) | 5:13  |
|    |                                                          |       |
| 2. | „High School Girls” (Burke Shelley)                      | 3:39  |
|    |                                                          |       |
|    |                                                          | 08:52 |
|    |                                                          |       |
Strona B
| 3. | „Panzer Division Destroyed” (Burke Shelley, John Thomas) | 5:55  |
|    |                                                          |       |
| 4. | „Lies Of Jim (The E Type Lover)” (Burke Shelley)         | 4:45  |
|    |                                                          |       |
|    |                                                          | 10:40 |
|    |                                                          |       |
Dodatkowe nagrania na CD wydanym w 2012
| 1. | „High School Girls” (wersja koncertowa, 1980)                           | 3:49  |
|    |                                                                         |       |
| 2. | „Panzer Divison Destroyed” (wersja koncertowa, 1980), (Shelley, Thomas) | 6:20  |
|    |                                                                         |       |
|    |                                                                         | 10:09 |
|    |                                                                         |       |